# Jake Picking
Jake Picking (Erlangen, 2 de março de 1991) é um ator americano.

## Filmografia

### Cinema
| Ano  | Título                      | Papel                         |
| ---- | --------------------------- | ----------------------------- |
| 2013 | The Way, Way Back           | Chad                          |
| 2016 | Dirty Grandpa               | Cody                          |
| 2016 | Goat                        | Dixon                         |
| 2016 | Patriots Day                | Policial Sean Collier         |
| 2017 | Only the Brave              | Anthony Rose                  |
| 2018 | Blockers                    | Kyler                         |
| 2018 | Sicario: Day of the Soldado | Shawn                         |
| 2020 | Horse Girl                  | Brian                         |
| 2022 | Top Gun: Maverick           | Ten. Brigham 'Harvard' Lennox |
| 2022 | The Greatest Beer Run Ever  | Rick Duggan                   |

### Televisão
| Ano  | Título         | Papel               | Notas                              |
| ---- | -------------- | ------------------- | ---------------------------------- |
| 2013 | Ironside       | Nate                | Episódio: "Pilot"                  |
| 2014 | Chasing Life   | Sean                | 2 episódios                        |
| 2014 | Salvation      | Noah Thompson       | Filme de TV                        |
| 2018 | Angie Tribeca  | Emerson Lake-Palmer | Episódio: "Behind the Scandalabra" |
| 2020 | Hollywood      | Rock Hudson         | 7 episódios                        |
| 2022 | The First Lady | Gerald Ford jovem   | 2 episódios                        |